# Vordere Hintereisspitze
De Vordere Hintereisspitze is een 3437 meter hoge bergtop in de Oostenrijkse deelstaat Tirol.
De bergtop ligt samen met de andere twee Hintereisspitzen, de Mittlere en de Hintere Hintereisspitze, aan de zuidoostelijke zijde van de gletsjer Gepatschferner. Deze bergtoppen reiken ongeveer honderd meter boven het ijsveld uit.
Beklimming van de Vordere Hintereisspitze geschiedt meestal vanuit het noorden, vanaf het Brandenburger Haus in een gletsjertocht over de Gepatschferner. De beklimming van alle drie de Hintereisspitzen neemt ongeveer drie uur in beslag.